# Jesse Jyrkkiö
Jesse Jyrkkiö, född 29 juni 1989 i Tavastehus, senare uppvuxen i Björneborg, är en finländsk professionell ishockeyspelare som spelar för Fehérvár AV19 i EBEL.